# Graphosia griseola
Graphosia griseola là một loài bướm đêm thuộc phân họ Arctiinae, họ Erebidae.